# Municipio de Poplar Grove (Minnesota)
El municipio de Poplar Grove (en inglés: Poplar Grove Township) es un municipio ubicado en el condado de Roseau en el estado estadounidense de Minnesota. En el año 2010 tenía una población de 82 habitantes y una densidad poblacional de 0,88 personas por km².

## Geografía
El municipio de Poplar Grove se encuentra ubicado en las coordenadas 48°35′5″N 95°56′21″O / 48.58472, -95.93917. Según la Oficina del Censo de los Estados Unidos, el municipio tiene una superficie total de 93.15 km², de la cual 93,1 km² corresponden a tierra firme y (0,06 %) 0,06 km² es agua.

## Demografía
Según el censo de 2010, había 82 personas residiendo en el municipio de Poplar Grove. La densidad de población era de 0,88 hab./km². De los 82 habitantes, el municipio de Poplar Grove estaba compuesto por el 100 % blancos. Del total de la población el 0 % eran hispanos o latinos de cualquier raza.